# Olavtoppen
L'Olavtoppen, de vegades traduït com a pic Olavtoppen o Mont Olav, és el punt més alt de l'illa de Bouvet, una illa d'origen volcànic i dependència de Noruega. L'Olavtoppen està situat al nord del centre de l'illa, immediatament al sud del cap Valdivia, i s'eleva 780 metres sobre el nivell del mar. Va ser coronat per primera vegada el 21 de febrer de 2012 per Aaron Halstead, Will Allen, Bruno Rodi, i Jason Rodi.